# Station Nesbyen
Station Nesbyen is een station in Nesbyen in  Viken  in Noorwegen. Het station ligt aan Bergensbanen. Het  stationsgebouw dateert uit 1907 en is een ontwerp van Paul Armin Due.